# Neoxenus versicolor
Espèce
Neoxenus versicolor est une espèce d'insectes coléoptères appartenant à la famille des Anthribidae.

## Référence
- (en) Valentine, 1998 : A review of Nearctic and some related Anthribidae (Coleoptera). Insecta Mundi, 12-3/4 pp 251-296. Texte original